# Прачуапкхірікхан (провінція)
Прачуапкхірікхан (тай. ประจวบคีรีขันธ์) — одна з провінцій Таїланду, розташована уздовж узбережжя Сіамської затоки на сході і кордону з М'янмою на заході. Розташована між Центральним і Південним Таїландом.
Адміністративний центр провінції — місто Прачуапкхірікхан. Провінція розділена на вісім районів.
На півночі провінції розташований відомий туристичний центр Хуахін.